# Elk Park (Karolina Północna)
Elk Park – miasto w Stanach Zjednoczonych, w stanie Karolina Północna, w hrabstwie Avery.